# Česká televize
Česká televize (API : /ʧɛskaː tɛlɛvɪzɛ/, Télévision tchèque, abrégé en ČT) est le groupe de télévision public de la Tchéquie. Membre actif de l'Union européenne de radio-télévision, le groupe est actionnaire de la chaîne d'information Euronews.

## Histoire
La Télévision tchécoslovaque (Československá televize, ČST), créée le 1er mai 1953, est le prédécesseur de la Télévision tchèque, qui nait le 1er janvier 1992 en vertu de la Loi sur la Télévision tchèque. La Tchécoslovaquie n'a disparu qu'au 31 décembre 1992 mais cette république fédérale était en voie de bipolarisation avancée, chacun des deux futurs pays, Tchéquie et Slovaquie, se dotant de structures nationales aux dépens des instances fédérales.
Elle diffuse en parallèle avec la ČST jusqu'au Divorce de velours qui marque la séparation pacifique des instances fédérales et la disparition de la ČST.
De janvier 1993 à février 1994, la Télévision tchèque opère quatre chaines de télévision nationales puis la fréquence d'OK3/ČT3 est allouée à TV Nova, la toute nouvelle chaîne de télévision privée.
Les chaines d'information en continu ČT24 et de sports ČT4 Sport sont ajoutées à son bouquet les 2 mai 2005 et 10 février 2006.

### Crise de 2000-2001
La « Crise de la Télévision tchèque » a lieu de fin 2000 aux débuts de 2001. Un soir des vacances de Noël, Jana Bobošíková, figure familière des journaux télévisés tchèques, s'immisce dans le journal télévisé avec, à ses côtés, Jiří Hodač, un ancien journaliste de la BBC qui vient d'être nommé directeur général de la Télévision tchèque en dépit d'accusation partisanes l'accusant d'être trop proche de l'ODS de Václav Klaus. Les liens de Madame Bobošíková, nouvelle directrice des informations de la ČT, avec Vladimír Železný, le tycoon de TV Nova, principale concurrente de la Télévision tchèque n'étant un secret pour personne, certains craignent alors pour l'indépendance éditoriale des chaines publiques.
Les journalistes occupent alors les locaux de la télévision, refusant le renvoi pour insoumission que leur signifie Madame Bobošíková, laquelle en coordination avec Jiří Hodáč, interrompt la retransmission de « leurs » informations télévisées d'un écran annonçant un « problème technique » ou que « un signal non autorisé est émis depuis ce transmetteur. La retransmission va reprendre dans quelques instants » ou, enfin, des informations que Madame Bobošíková met rapidement sur pied avec des journalistes embauchés pour remplacer les grévistes démissionnaires.
Si télévision en tchèque se dit televize, la télévision tchèque sous l'égide de la nouvelle directrice de l'information, Madame Bobošíková, prend rapidement le nom de « Bobovize ». Si certains (comme le président Václav Havel) prennent fait et cause pour les grévistes, d'autres (comme le chancelier Miloš Zeman ou le chef de l'opposition Václav Klaus condamnent cette rébellion, la taxant d'illégale et soulignant que pas plus eux que Madame Bobošíková ne sont apolitiques.
La société civile tchèque, voyant l'écran « problème technique », marche par dizaines de milliers vers le siège de la ČT pour défendre la liberté de la presse, exigeant l'annulation de ce qui est alors perçu comme la censure politique. Les grévistes ne demandent rien de moins que le renvoi de Bobošíková et la démission de Hodač. Ceci a lieu au début de 2001 sous la pression de l'opinion publique qui ne faiblit pas et sous celle de la Sněmovna, la chambre des députés qui contrôle le Conseil supérieur de l'audiovisuel tchèque.
Jana Bobošíková sera par la suite embauchée comme animatrice du programme de discussion politique Sedmička sur TV Nova.

### Crise de 2025
Début mai 2025, le directeur général Jan Souček est démis de ses fonctions par le conseil de surveillance de la télévision après moins de deux ans d'exercice alors qu'il avait été élu pour un mandat de six ans.
Cette mesure fait suite à des tensions avec l'organe de contrôle et des critiques sur sa gestion du personnel, sa relation avec le conseil d’administration et le public, et ce qui a été jugé de l'ingérence dans les contenus avec la suppression de plusieurs émissions. À quatre mois des élections législatives, la crise favorise ceux qui critiquent le système actuel des médias publics et de leur financement.
Un nouveau directeur doit être élu le 18 juin 2025.

## Identité visuelle

Logo de Česká televize de 1997 à 2012.
Logo de Česká televize depuis le 1er octobre 2012.

## Organisation

### Dirigeants
Directeur général :
- Petr Dvořák.

Les autres médias soulignent, de temps en temps, que la Télévision tchèque n'est pas indépendante du gouvernement, comme l'a indiqué la Crise de 2000/2001. Le directeur général est en effet élu par l'équivalent tchèque du Conseil supérieur de l'audiovisuel, lui-même largement dépendant du pouvoir en dépit des garde-fous mis en place.

### Budget
La télévision tchèque tire ses ressources d'une redevance audiovisuelle.

## Activités
Le groupe opère sept chaînes de télévision :
| Logo | Chaîne                                                                                           | Date de création                                                            | Actionnaires         |
| ---- | ------------------------------------------------------------------------------------------------ | --------------------------------------------------------------------------- | -------------------- |
|      | ČT1 (HD) Chaîne généraliste nationale                                                            | 1er janvier 1993                                                            | 100 % Česká televize |
|      | ČT2 (HD) Chaîne généraliste nationale                                                            | 1er janvier 1993                                                            | 100 % Česká televize |
|      | ČT3 (HD) Chaîne thématique séniors (auparavant chaîne généraliste)                               | 23 mars 2020 (déjà existant entre le 1er janvier 1993 et le 3 février 1994) | 100 % Česká televize |
|      | ČT24 (HD) Chaîne d'information en continu                                                        | 2 mai 2005                                                                  | 100 % Česká televize |
|      | ČT Sport (HD) Chaîne thématique sportive                                                         | 1er octobre 2012                                                            | 100 % Česká televize |
|      | ČT :D (HD) Chaîne thématique jeunesse; elle partage son canal avec ČT Art                        | 31 août 2013                                                                | 100 % Česká televize |
|      | ČT Art (HD) Chaîne thématique consacrée à l'art et la culture; elle partage son canal avec ČT :D | 31 août 2013                                                                | 100 % Česká televize |